# 1699 год в музыке
1699 год в музыке был связан с следующими значительными событиями.

## События
- Февраль — Ричард Леверидж, Даниель Пёрселл и Джеремайя Кларк совместно работают над музыкой для адаптации трагикомедии Джона Флетчера «Принцесса острова».[1]
- Антонио Кальдара назначен маэстро ди капелла церкви и театра Карло Фердинандо, последнего герцога Мантуанского из дома Гонзага.[2]
- Квиринус ван Бланкенбург[нидерл.] назначен органистом в Новой церкви в Гааге (однако он начал работать там только в 1702 году, после того, как был построен новый орган).
- Джон Блоу стал первым в Лондоне, кто был назначен на недавно учрежденную должность композитора Королевской капеллы (англ. Composer to the Chapel Royal).
- Иоганн Пауль фон Вестхоф получает при Веймарском дворе должности камер-секретаря, придворного музыканта и мастера французского и итальянского языков.
- Знаменитая танцовщица Франсуаза Прево дебютировала в Королевской академии музыки в трагедийной опере «Atys» композитора Жана-Батиста Люлли.

## Классическая музыка
- Карло Агостино Бадиа[итал.]
  - Imeneo trionfante (серенада на свадьбу Иосифа I и Вильгельмины Амалии Брауншвейг-Люнебургской;
  - Tributi armonici (12 кантат для сопрано и бассо континуо).[3]
- Генрих Игнац Франц фон Бибер — Sonata violino solo representativa.
- Джованни Баттиста Бреви[англ.] — La devotione canora: motetti, libro (мотеты для голоса и бассо континуо).
- Антонио Кальдара
  - одиннадцать трио-сонат Suonate da camera и чакона, op. 2;.
  - двенадцать кантат Cantate da camera a voce sola, op. 3.
- Андре Кампра
  - «Венецианский карнавал»;
  - Месса «К вящей славе Божией»;
  - Мотеты, Livre 2.
- Мишель Ришар Делаланд — Confitebor tibi Domine in Council, S.56 (Большой мотет для соло, хора, оркестра и бассо континуо; произведение считалось шедевром композитора и также было исполнено на первом «Духовном концерте» 1725 года).[4]
- Рокко Греко (итал. Rocco Greco) — 31 симфония, 10 парадов, 11 инструментальных пьес.[5][6]
- Николя де Гриньи — «Premier livre d’orgue» (органная месса и 5 гимнов, состоит из 42 пьес; второе издание вышло в 1711 году).
- Георг Фридрих Гендель — Трио-соната соль минор, HWV 387.
- Даниель Пёрселл — «Ода ко Дню святой Сесилии» (англ. Ode for St Cecilia's Day; второе из трёх таких произведений композитора).
- Алессандро Скарлатти — кантата Clori mia, Clori bella, H.129, Симфония № 2 для клавесина, 2 сюиты для флейты и бассо континуо.
- Арканджело Корелли — 2 Sonate a quattro.

## Опера
- Карло Агостино Бадиа[итал.]
  - «Нарцисс» (итал. Il Narciso);
  - Il commun giubilo del mondo.
- Генрих Игнац Франц фон Бибер — Trattenimento musicale del’ossequio di Salisburgo (большая кантата; его последняя).
- Франческо Гаспарини — «Мирена и Флоро» (итал. Mirena e Floro).
- Иоганн Маттезон — «Плеяды» (нем. Die Plejades).
- Антонио Куинтавалле[итал.], Антонио Кальдара и Антонио Поллароло[итал.] — «Оракул во сне» (итал. L'oracolo in sogno).[2]
- Алессандро Скарлатти — «Счастливые обманы» (итал. Gl'Inganni felici).[7]
- Андре Кардинал-Детуш
  - музыкальная трагедия «Мартезия, первая королева амазонок[англ.]» (фр. Marthésie, première reine des Amazones);
  - музыкальная трагедия «Амадис Греческий» (фр. Amadis de Grèce).
- Луиджи Мансия[англ.] — опера-сериа «Парфенопа[англ.]» (итал. La Partenope).
- Франческо Балларотти (итал. Francesco Ballarotti) — опера-сериа «Падение децемвиров» (итал. La caduta dei Decemviri).
- Джованни Баттиста Бонончини
  - La fede pubblica;
  - L’Euleo festeggiante;
  - La gara delle quattri stagioni.
- Райнхард Кайзер
  - «Связь великого Геракла с прекрасной Гебой» (нем. Die Verbindung des großen Herkules mit der schönen Hebe) по либретто Кристиана Генриха Постеля;
  - пастораль «Постоянная и верная Исмена» (нем. Die beständige und getreue Ismene) по либретто Фридриха Кристиана Брессанда;
  - зингшпиль «Чудесное спасение Ифигении» (нем. Die wunderbar errettete Iphigenia) по либретто Кристиана Генриха Постеля по Еврипиду.

## Публикации
- В Лондоне вышел первый выпуск Mercurius Musicus: or the Monthly Collection of New Teaching Songs, одного из первых запланированных периодических изданий музыкальных партитур.
- В Нюрнберге издан сборник вариаций Иоганна Пахельбеля Hexachordum Apollinis[англ.] (шесть арий с вариациями для клавишных инструментов — клавесина и органа).
- Опубликована книга Иоганна Георга Але[англ.] о созвучии и диссонансе Johan Georg Ahlens musikalisches Herbst-Gespräche (третья часть цикла трактатов Musikalische Gespräche Але в форме диалогов).
- Издана книга Джованни Баттисты Бреви[англ.] Primi elementi di musica per li principianti.
- Предположительно в этом году были опубликованы 12 камерных кантат Tributi armonici Карло Агостино Бадиа[итал.].
- Издан трактат Георга Муффата Regulae Concentuum Partiturae.

## Родились
- 14 января — Якоб Адлунг[нем.] (нем. Jakob Adlung), немецкий органист, композитор, педагог, музыкальный мастер, историк и теоретик музыки (ум. в 1762).
- 14 февраля — Тобиас Генрих Шубарт[нем.] (нем. Tobias Heinrich Schubart), северогерманский богослов и духовный поэт, известен как автор либретто к операм Георга Телемана (ум. в 1747).
- 25 марта — Иоганн Адольф Хассе (нем. Johann Adolph Hasse), немецкий композитор, певец и музыкальный педагог эпохи барокко и классицизма (ум. в 1783).
- 30 марта — Иоганн Михаэль Бройниг[нем.] (нем. Johann Michael Breunig), немецкий композитор (ум. в 1755).
- 3 апреля — Жан Батист Форкре (фр. Jean-Baptiste Forqueray), французский гамбист и композитор, сын Антуана Форкре (ум. в 1782).
- 4 мая — Джакомо Франческо Милано Франко д’Арагона (итал. Giacomo Francesco Milano Franco d'Aragona), итальянский дипломат и политик, композитор-любитель и клавесинист (ум. в 1780).[8]
- 2 июля — Иоганн Ульрих Эберле[нем.] (нем. Johann Ulrich Eberle), австрийский производитель инструментов, живший в Праге (ум. в 1768).
- 10 августа — Кристоф Готлиб Шрётер (нем. Christoph Gottlieb Schröter), немецкий теоретик музыки, композитор и органист (ум. в 1782).
- 12 сентября — Михаэль Якоб Багевиц[нем.] (нем. Michael Jacob Bagewitz), немецкий протестантский богослов и поэт-песенник (ум. в 1763).
- 17 декабря — Шарль-Луи Мион[фр.] (фр. Charles-Louis Mion), французский композитор (ум. в 1775).[9]
- 23 декабря — Джозеф Гиббс[англ.] (англ. Joseph Gibbs), английский композитор (ум. в 1788).

Дата рождения неизвестна —
- Рене де Галар де Беарн, маркиз де Брассак (фр. René de Galard de Béarn, Marquis de Brassac), французский кавалерийский офицер и композитор-любитель (ум. в 1771).
- Иоганн Фридрих Руэ[нем.] (нем. Johann Friedrich Ruhe), немецкий кантор, дирижёр и композитор (ум. в 1776).

Предположительно —
- Санктус Серафин[англ.] (итал. Sanctus Seraphin), итальянский скрипичный мастер (ум. предположительно в 1776).

## Умерли
- 11 апреля — Фридрих Христиан Брессанд (нем. Friedrich Christian Bressand), немецкий поэт эпохи барокко и оперный либреттист (род. ок. 1670).
- 22 мая — Иоганн Георг Конради[нем.] (нем. Johann Georg Conradi), немецкий композитор, органист и капельмейстер (род. в 1645).
- 1 июня — Жан Руссо[фр.] (фр. Jean Rousseau), французский скрипач, композитор и теоретик музыки (род. 1644).[10]
- 5 сентября — Ханс Генрих Каман[нем.] (нем. Hans Henric Cahman), шведский органный мастер немецкого происхождения (род. в 1640).
- 20 октября — Фридрих Функе[нем.] (нем. Friedrich Funcke), немецкий священнослужитель, кантор и композитор (род. в 1642).
- 27 ноября — Вильгельм Каргес[нем.] (нем. Wilhelm Karges), немецкий барочный композитор и органист (род. в 1613 или 1614).
- 27 ноября — Дамиан Стахович[пол.] (пол. Damian Stachowicz), польский композитор эпохи барокко, монах-пиарист (род. в 1658).
- 28 декабря — Пьер Робер[фр.] (фр. Pierre Robert), французский композитор и ранний мастер французского «большого мотета[фр.]» (род. ок. 1622).
- 31 декабря — Андреас Армсдорф (нем. Andreas Armsdorff), немецкий композитор и органист (род. в 1670).

Дата смерти неизвестна —
- Марио Агатеа (итал. Mario Agatea), итальянский монах-августинец, певец-сопрано, музыкант и композитор (род. в 1624).[11]
- Исаак Блэкуэлл[англ.] (англ. Isaac Blackwell), английский композитор и органист, служивший в соборе Святого Павла (год рождения неизвестен).[12]
- Хосе Марин[исп.] (исп. José Marín), испанский барочный певец арфист, гитарист и композитор, известный своими светскими песнями tonos humanos[англ.] (род. в 1619).
- Шарль Мутон[фр.] (фр. Charles Mouton), композитор и лютнист (род. в 1626).